# کوستوشن-کولونگا
کوستوشن-کولونگا (به لهستانی:  Kostuszyn-Kolonia) یک روستا در لهستان است که در گمینا چیخانوویتس واقع شده‌است.
 کوستوشن-کولونگا  ۵۰ نفر جمعیت دارد.